# Jurij Veselovskij
Jurij Aleksejevitj Veselovskij (ryska: Юрий Алексеевич Веселовский) , född 18 juli (gamla stilen: 6 juli) 1872 i Moskva, död där 11 april 1919, var en rysk poet, översättare och litteraturkritiker. Han var son till Aleksej Veselovskij.
Veselovskij utgav två band essäer, Literaturnye otjerki (1900, 1910), om västerländska författare, däribland en studie om den moderna litteraturen i Sverige.